# موج‌ها (رمان)
موج‌ها یا خیزاب‌ها (به انگلیسی: The Waves) از رمانهای پیچیدهٔ ویرجینیا وولف است که در سال ۱۹۳۱ انتشار یافت. موج‌ها که با تکنیک تک‌گویی درونی نوشته شده وولف را در اوج تجربه‌گرایی خود نشان می‌دهد. خود وولف اثر را یک شعر-نمایش (playpoem) و نه یک رمان خواند.
موج‌ها توسط مهدی غبرایی به فارسی برگردانده شده‌است. 